# Rima interna
En poesía, se denomina rima interna, o rima media, a la rima que ocurre dentro de una sola línea de verso, o entre frases internas en múltiples líneas. Por el contrario, la rima entre finales de línea se conoce como rima final.

## Ejemplos
El curso acostumbrado del ingenio,

aunque le falte el genio que lo mueva,

con la fuga que lleva corre un poco,

y aunque este está ora loco, no por eso

ha de dar al travieso su sentido,

en todo habiendo sido cual tú sabes.
(Garcilaso de la Vega).